# Mącice

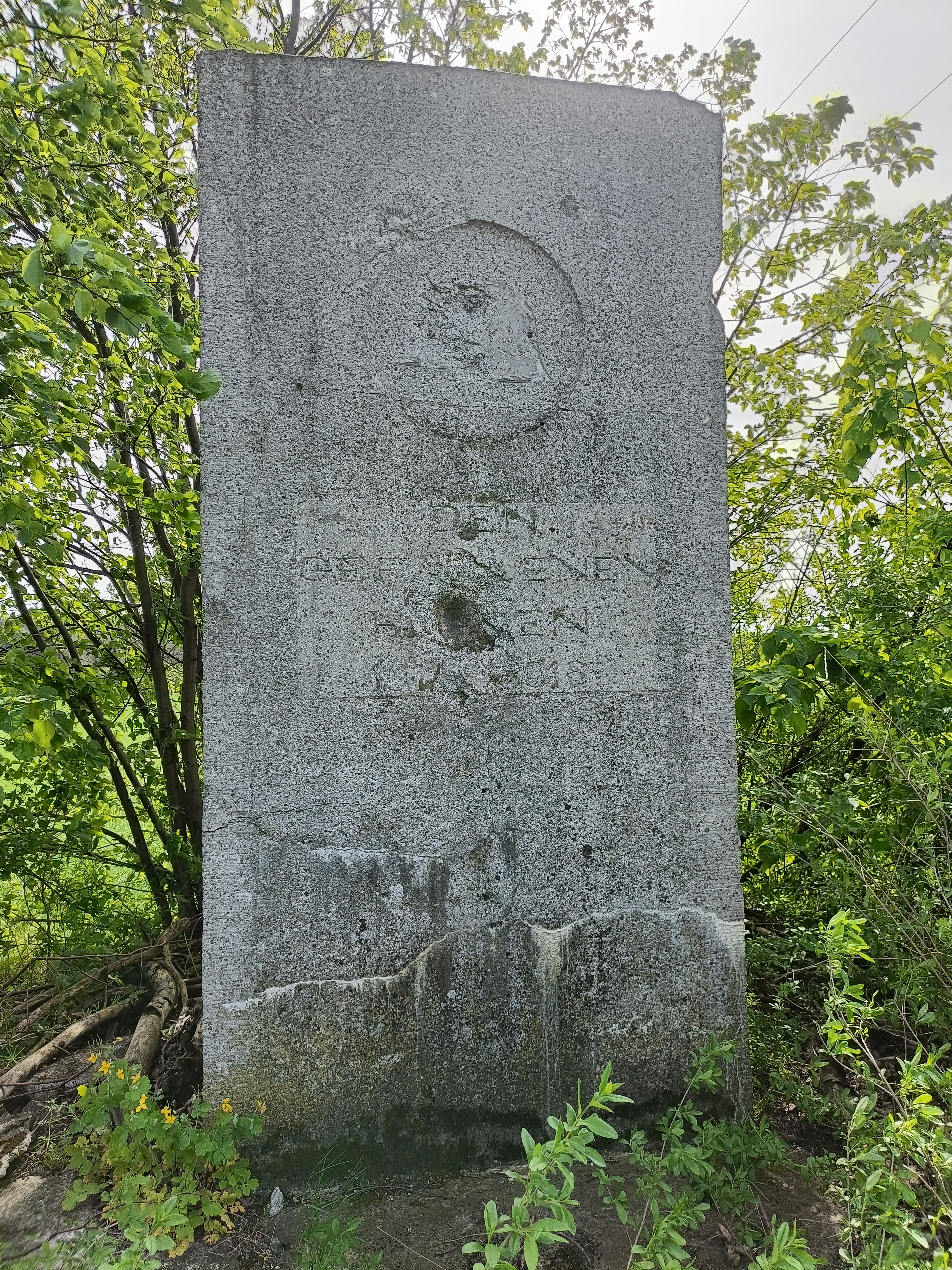
Denkmal für einen deutschen Soldaten aus dem Ersten Weltkrieg.

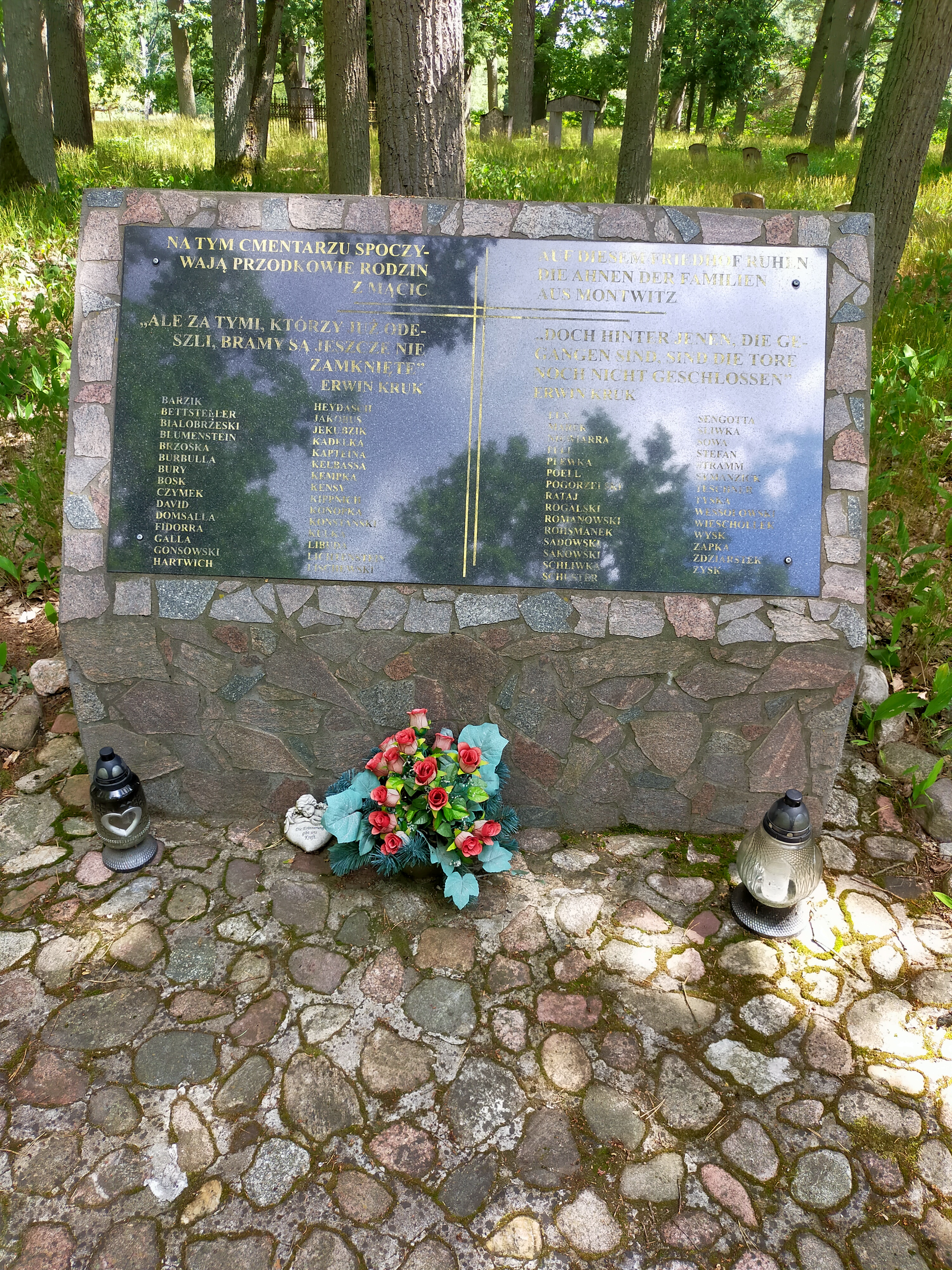
Evangelischer Friedhof

Mącice (deutsch Montwitz) ist ein Dorf in der polnischen Woiwodschaft Masowien. Es gehört zur Stadt-und-Land-Gemeinde Chorzele im Powiat Przasnyski.

## Geographische Lage
Mącice liegt im Norden der Woiwodschaft Masowien, 27 Kilometer südlich der einstigen Kreisstadt Ortelsburg (polnisch Szczytno) und 35 Kilometer nordwestlich der heutigen Kreismetropole Przasnysz. Bis 1945 verlief 1 Kilometer südlich des Dorfes die deutsch-polnische Grenze.

## Geschichte
Montwitz ist eine Gründung des Herzogs Albrecht Friedrich von Preußen, der am 4. April 1571 die Gründungshandfeste ausstellte. Im Jahre 1874 wurde die Landgemeinde Montwitz in den neu errichteten Amtsbezirk Groß Piwnitz (polnisch Piwnice Wielkie) eingegliedert, der – 1938 in „Amtsbezirk Großalbrechtsort“ umbenannt – bis 1945 zum Kreis Ortelsburg gehörte.
Im Jahre 1910 waren in Montwitz 586 Einwohner registriert. Ihre Zahl belief sich 1933 auf 556 und 1939 auf 527.
Als 1945 in Kriegsfolge das gesamte südliche Ostpreußen an Polen überstellt wurde, war auch Montwitz davon betroffen. Das Dorf erhielt die polnische Namensform „Mącice“ und ist heute eine Ortschaft im Verbund der Stadt-und-Land-Gemeinde Chorzele im Powiat Przasnyski, bis 1998 der Woiwodschaft Ostrołęka, seither der Woiwodschaft Ermland-Masuren zugehörig. Die Zahl der Einwohner in Mącice belief sich im Jahre 2011 auf 255.

## Kirche
Bis 1945 war Montwitz kirchlich nach Flammberg (bis 1904 Opalenietz) ausgerichtet: zur dortigen evangelischen Kirche in der Kirchenprovinz Ostpreußen der Kirche der Altpreußischen Union sowie zur römisch-katholischen St.-Joseph-Kirche, zum damaligen Bistum Ermland zugehörig. Die Verbindung von Mącice zur katholischen Kirche Opaleniec besteht weiterhin. Lediglich die evangelischen Einwohner, deren Kirchengebäude nicht mehr besteht, gehören nun zur Kirche in Szczytno in der Diözese Masuren der Evangelisch-Augsburgischen Kirche in Polen.

## Schule
Die einstige Dorfschule in Montwitz war eine Gründung König Friedrich Wilhelms I.

## Verkehr
Mącice liegt östlich der polnischen Landesstraße 57 (frühere deutsche Reichsstraße 128) und ist über die Abzweige in Wielbark (Willenberg) sowie Opaleniec (Flammberg) zu erreichen. Vom Nachbarort Ścięciel (Czenczel, 1928 bis 1945 Rodefeld) führt außerdem eine Nebenstraße in den Ort. Eine Anbindung an den Bahnverkehr existiert nicht.